# Bacúch
Bacúch – wieś (obec) na Słowacji położona w kraju bańskobystrzyckim, w powiecie Brezno. Pierwsze wzmianki o miejscowości pochodzą z 1563 roku.
Według danych z dnia 31 grudnia 2012 roku, wieś zamieszkiwało 995 osób, w tym 521 kobiet i 474 mężczyzn.
W 2001 roku rozkład populacji względem narodowości i przynależności etnicznej wyglądał następująco:
- Słowacy – 98,65%
- Czesi – 0,87%
- Polacy – 0,1%

Ze względu na wyznawaną religię struktura mieszkańców kształtowała się w 2001 roku następująco:
- Katolicy rzymscy – 91,73%
- Grekokatolicy – 0,19%
- Ewangelicy – 1,54%
- Ateiści – 3,56%
- Przedstawiciele innych wyznań – 0,1%
- Nie podano – 2,5%

W miejscowości jest przystanek kolejowy Bacúch.